# Elecciones presidenciales de Ecuador de 1929
Elección indirecta realizada por la 13º Asamblea Constituyente del Ecuador, para designar al presidente constitucional del Ecuador, en la que resultó elegido Isidro Ayora para el período 1929-1932.

## Antecedentes
La Segunda Junta de Gobierno Provisional de la Revolución Juliana fue disuelta por orden del mando de las fuerzas armadas, al decidir que era necesario un mandatario civil y fuerte, por lo que designaron a Isidro Ayora como presidente provisional, quien gobernó de forma dictatorial por dos años.
En 1928 Isidro Ayora convocó a una nueva asamblea constituyente en Quito para legitimar su mandato, al ser designado presidente interino y luego, al finalizar la asamblea constituyente su trabajo, presidente constitucional.

## Candidatos y Resultados
Ayora es el primer presidente del Ecuador en no tener ninguna afiliación política partidista.
| Partido         | Partido                         | Presidente                   | Cargos Previos                                         | Votos               | Votos                 |
| Partido         | Partido                         | Presidente                   | Cargos Previos                                         | 09/10/1928 Interino | 17/04/1929 Definitivo |
| --------------- | ------------------------------- | ---------------------------- | ------------------------------------------------------ | ------------------- | --------------------- |
| Independiente   | Independiente                   | Isidro Ayora Cueva           | Presidente Provisional de la República (1926 - 1929)   | 53                  | 42                    |
| Independiente   | Independiente                   | Neptalí Bonifaz Ascázubi     | Presidente del Banco Central del Ecuador (1927 - 1928) | 0                   | 6                     |
|                 | Partido Conservador Ecuatoriano | Rafael María Arízaga Machuca | Senador por Azuay (1909 - 1911)                        | 0                   | 3                     |
| Abstenciones    | Abstenciones                    | Abstenciones                 | Abstenciones                                           | 0                   | 4                     |
| Votos en Blanco | Votos en Blanco                 | Votos en Blanco              | Votos en Blanco                                        | 2                   | 0                     |

Fuente: